# Bestial Devastation
Bestial Devastation (с англ. — «Зверское опустошение») — дебютный мини-альбом бразильской трэш-метал-группы Sepultura. Он был выпущен в 1985 году на лейбле Cogumelo Records. Это был первый официальный релиз группы. Первоначально, EP вышел на одной пластинке с группой Overdose в 1985 году. На нём было 5 композиций от Sepultura и 3 от Overdose (альбом Século XX). Диск был выпущен метал-магазином Cogumelo из Белу-Оризонти для поддержки местной металлической сцены. Sepultura и Overdose провели тур по Бразилии в поддержку диска. Всего было продало около 5000 копий. Пластинка вышла в 12" формате. Альбом был записан за 2 дня в студии J.G.Estudio.

## Об альбоме
Так как у участников Sepultura не хватало денег, большинство инструментов, используемых на Bestial Devastation были взяты на время у друзей и знакомых.
По словам Макса Кавалеры, вокальная партия на вступительной песне «The Curse» была исполнена одним из друзей группы:
Я помню, что один из наших друзей записывал голос для вступления, потому что он мог сделать, такой "рыгающий" голос без применения эффектов. Звучало прикольно, поэтому мы пригласили его в студию. Я даже не помню его имя!
Вероятно, у группы возникали споры с продюсером во время записи. В интервью, Игорь Кавалера сказал: «Наш продюсер хотел максимально „вычистить“ звук. В конце концов мы дали ему послушать записи группы Venom, чтобы показать, какое мы хотим звучание».
За несколько месяцев до выпуска данного EP, группа приняла решение сменить язык своих песен с португальского на английский, но никто из участников не владел им, поэтому они попросили перевод у их друга Лино. Грубый перевод Лино можно услышать в строках песни «Antichrist»:
Churches will be destroyed
Crosses will be broken
He's laughing in blasphemy
Like a domain of death.
Мини-альбом был позже переиздан лейблом Roadrunner Records на одном диске с альбомом Morbid Visions в 1997 году. В переиздание была включена демоверсия песни «Necromancer», которая является первой студийной записью группы. Также в него включили «живую» версию песни «Antichrist» из тура в поддержку альбома Chaos A.D. с изменённым текстом, под названием «Anticop».

## Список композиций

### Первая сторона: Sepultura —Bestial Devastation
1. The Curse
2. Bestial Devastation
3. Antichrist
4. Necromancer
5. Warriors Of Death

### Вторая сторона: Overdose —Século XX
1. Anjos Do Apocalipse
2. Filho Do Mundo
3. Seculo XX

## В записи участвовали
- Max «Possessed» Cavalera — вокал, ритм-гитара
- Jairo «Tormentor» Guedz — соло-гитара
- Paulo «Destructor» Jr — бас-гитара
- Igor «Skullcrusher» Cavalera — ударные, перкуссия
- Записано и сведено в 8 дорожек, за 2 дня, в августе 1985 года, в студии J. G. Estudio, Белу-Оризонти, Бразилия
- Производство — Sepultura
- Фотография на задней обложке — Vânia Cavalera
- Ремастеринг для выпуска на Roadrunner Records — Michael Sarsfield в Frankford/Wayne, Нью-Йорк, США